# 管爱国
管爱国（1962年2月—），湖北蕲春人，汉族，中共党员，大学本科学历。第十二届全国人民代表大会四川地区代表。
毕业于中南财经政法大学农业经济专业。1983年8月参加工作，1986年9月加入中国共产党。2013年，担任全国人大代表。曾任中国供销集团副董事长、中国再生资源回收利用协会会长。
2022年3月1日，因涉嫌严重违纪违法，接受中央纪委国家监委纪律审查和监察调查。9月29日，遭到开除党籍、开除公职处分。